# نواة أولية

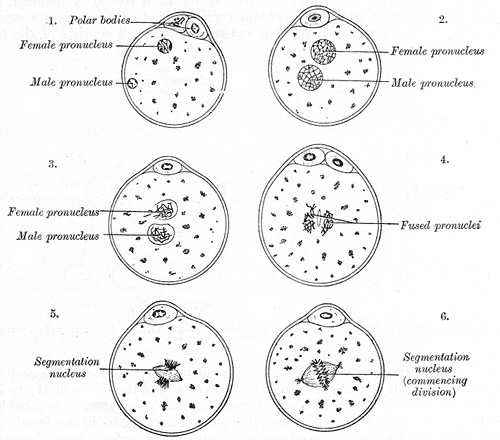
عملية الإخصاب في بويضة الفأر.

إن النواة (الجمع: النُوى الأوّلية) هي نواة الحيوانات المنوية أو خلية البويضة أثناء عملية التخصيب. تصبح خلية الحيوانات المنوية نواة بعد دخول الحيوانات المنوية البويضة، ولكن قبل أن تندمج المادة الوراثية للحيوانات المنوية والبويضة. على عكس خلية الحيوانات المنوية، تحتوي خلية البويضة على نواة بمجرد أن تصبح أحادية الصبغات، وليس عندما تصل الخلية المنوية. خلايا الحيوانات المنوية والبويضة أحادية الصبغات، مما يعني أنها تحمل نصف عدد الكروموسومات الموجودة في الخلايا الجسدية، كذلك في البشر، تحتوي الخلايا أحادية الصبغات على 23 كروموسومًا، بينما تحتوي الخلايا الجسدية على 46 كروموسومًا. لا تندمج نواة الذكر والأنثى، على الرغم من أن مادتهما الوراثية تندمج. بدلاً من ذلك، تذوب أغشيتها، ولا تترك أي حواجز بين الكروموسومات الذكرية والأنثوية. يمكن بعد ذلك أن تتحد كروموسوماتها وتصبح جزءًا من نواة ثنائية الصبغات في الجنين الناتج، تحتوي على مجموعة كاملة من الكروموسومات.
يعد ظهور نُواة اثنين هو أول علامة على نجاح الإخصاب كما لوحظ أثناء الإخصاب في المختبر، وعادة ما يتم ملاحظته بعد 18 ساعة من التلقيح أو حقن الحيوانات المنوية داخل البويضة (الحقن المجهري). ثم يُطلق على الزيجوت (البوية المخصبة) اسم زيجوت ثنائي النواة (بالإنجليزية: two-pronuclear zygote) (2PN) . تميل اللقاحات ثنائية النواة التي تنتقل عبر حالات (1PN) أو (3PN) إلى التطور إلى أجنة ذات جودة أقل من تلك التي تظل (2PN) طوال فترة التطور، وقد تكون مهمة في اختيار الأجنة في الإخصاب في المختبر (IVF).

## تاريخ
تم إكتشاف النواة في سبعينيات القرن التاسع عشر مجهريًا باستخدام تقنيات التلوين جنبًا إلى جنب مع المجاهر بمستويات تكبير محسّنة. تم العثور على النواة في الأصل خلال الدراسات الأولى على الانقسام الاختزالي. نشر إدوارد فان بينيدن ورقة بحثية في عام 1875 ذكر فيها لأول مرة نواة من خلال دراسة بيض الأرانب والخفافيش. وذكر أن النواة تتشكل معًا في وسط الخلية لتشكيل النواة الجنينية. وجد فان بنيدن أيضًا أن الحيوانات المنوية تدخل إلى الخلية من خلال الغشاء لتكوين النواة الذكرية. في عام 1876، أجرى أوسكار هيرتويج دراسة على بيض قنفذ البحر لأن بيض قنافذ البحر شفافة، لذلك سمح بتكبير أفضل للبيضة. أكد هيرتويج اكتشاف فان بينيدن للنواة، ووجد أيضًا أن تكوين نواة الأنثى يتضمن تكوين أجسام قطبية.

## تشكيل
تتكون النواة الأنثوية هي خلية البويضة الأنثوية بمجرد أن تصبح خلية أحادية الصبغات، وتتشكل النواة الذكرية عندما يدخل الحيوان المنوي في بويضة الأنثى. بينما تنمو الحيوانات المنوية داخل الخصيتين الذكرية، لا تصبح الحيوانات المنوية نواة حتى تتكثف بسرعة داخل بويضة الأنثى. عندما يصل الحيوان المنوي إلى بويضة الأنثى، تفقد الحيوانات المنوية غشاءها الخارجي وكذلك ذيلها. تقوم الحيوانات المنوية بذلك لأن البويضة الأنثوية لم تعد بحاجة إلى الغشاء والذيل. كان الغرض من غشاء الخلية هو حماية الحمض النووي من السائل المهبلي الحمضي، وكان الغرض من ذيل الحيوانات المنوية هو المساعدة في نقل خلية الحيوانات المنوية إلى خلية البويضة. يكون تكوين البويضة الأنثوية غير متماثل، بينما يكون تكوين الحيوانات المنوية الذكرية متماثلًا. عادةً ما يبدأ الانقسام الاختزالي في أنثى الثدييات بخلية ثنائية الصبغيات ويصبح بويضة أحادية الصبغات وجسمان قطبيان عادةً، ومع ذلك قد ينقسم المرء لاحقًا ليشكل جسمًا قطبيًا ثالثًا. يبدأ الانقسام الاختزالي في الذكر بخلية واحدة ثنائية الصبغيات وينتهي بأربعة حيوانات منوية. في الثدييات، تبدأ النواة الأنثوية في وسط البويضة قبل الإخصاب. عندما تتشكل النواة الذكرية، بعد وصول الحيوانات المنوية إلى البويضة، تهاجر النُوى نحو بعضهما البعض. ومع ذلك، في الطحالب البنية بيلفيتيا، تبدأ نواة البيض في وسط البويضة قبل الإخصاب وتبقى في المركز بعد الإخصاب. ويرجع ذلك إلى أن خلايا بيض الطحالب البنية بيلفيتيا، نواة البيض مثبتة إلى أسفل بواسطة الأنابيب الدقيقة، لذا فإن النواة الذكرية فقط تهاجر نحو نواة الأنثى.

### تركيز الكالسيوم
يلعب تركيز الكالسيوم داخل سيتوبلازم خلية البويضة دورًا مهمًا جدًا في تكوين بويضة أنثى نشطة. إذا لم يكن هناك تدفق للكالسيوم، فإن الخلية الأنثوية ثنائية الصبغة ستُنتج ثلاثة نُوى، بدلاً من نواة واحدة فقط. هذا بسبب فشل إطلاق الجسم القطبي الثاني.

## مزيج من نوى الذكور والإناث
يبدأ تكوين البيضة الملقحة في قنافذ البحر بدمج النوى الداخلية والخارجية لنواة الذكر والأنثى. من غير المعروف ما إذا كانت إحدى النوى تبدأ في الجمع بين الاثنين، أو إذا كانت الأنابيب الدقيقة التي تساعد في إذابة الأغشية تبدأ في العمل. تأتي الأنابيب الدقيقة التي تجعل النوى تتحد من الجسيم المركزي للحيوان المنوي. هناك دراسة تدعم بقوة أن الأنابيب الدقيقة هي جزء مهم من اندماج النوى. الفينبلاستين (Vinblastine) هو دواء للعلاج الكيميائي يؤثر على كل من النهايات الموجبة والسالبة للأنابيب الدقيقة. عند إضافة فينبلاستين (Vinblastine) إلى البويضة، يكون هناك معدل مرتفع لفشل الاندماج النووي. يشير هذا المعدل المرتفع لفشل الاندماج النووي بشدة إلى أن الأنابيب الدقيقة تلعب دورًا رئيسيًا في اندماج النواة. في الثدييات، تظل النوى في الخلية لمدة اثني عشر ساعة تقريبًا، بسبب اندماج المادة الوراثية للنواة داخل خلية البويضة. تم إجراء العديد من الدراسات حول النوى في خلايا بيض قنافذ البحر، حيث توجد النوى في خلية البويضة لمدة تقل عن ساعة. يتمثل الاختلاف الرئيسي بين عملية اندماج المواد الوراثية في الثدييات مقابل قنافذ البحر في أنه في قنافذ البحر، تتجه النوى مباشرة إلى تكوين نواة ملقحة. في خلايا بويضة الثدييات، يشكل الكروماتين من النواة الكروموسومات التي تندمج في نفس المغزل الانقسامي. تُرى النواة ثنائية الصبغيات في الثدييات لأول مرة في المرحلة المكونة من خليتين، بينما توجد في قنافذ البحر لأول مرة في مرحلة الزيجوت.